# Assemblea di Westminster

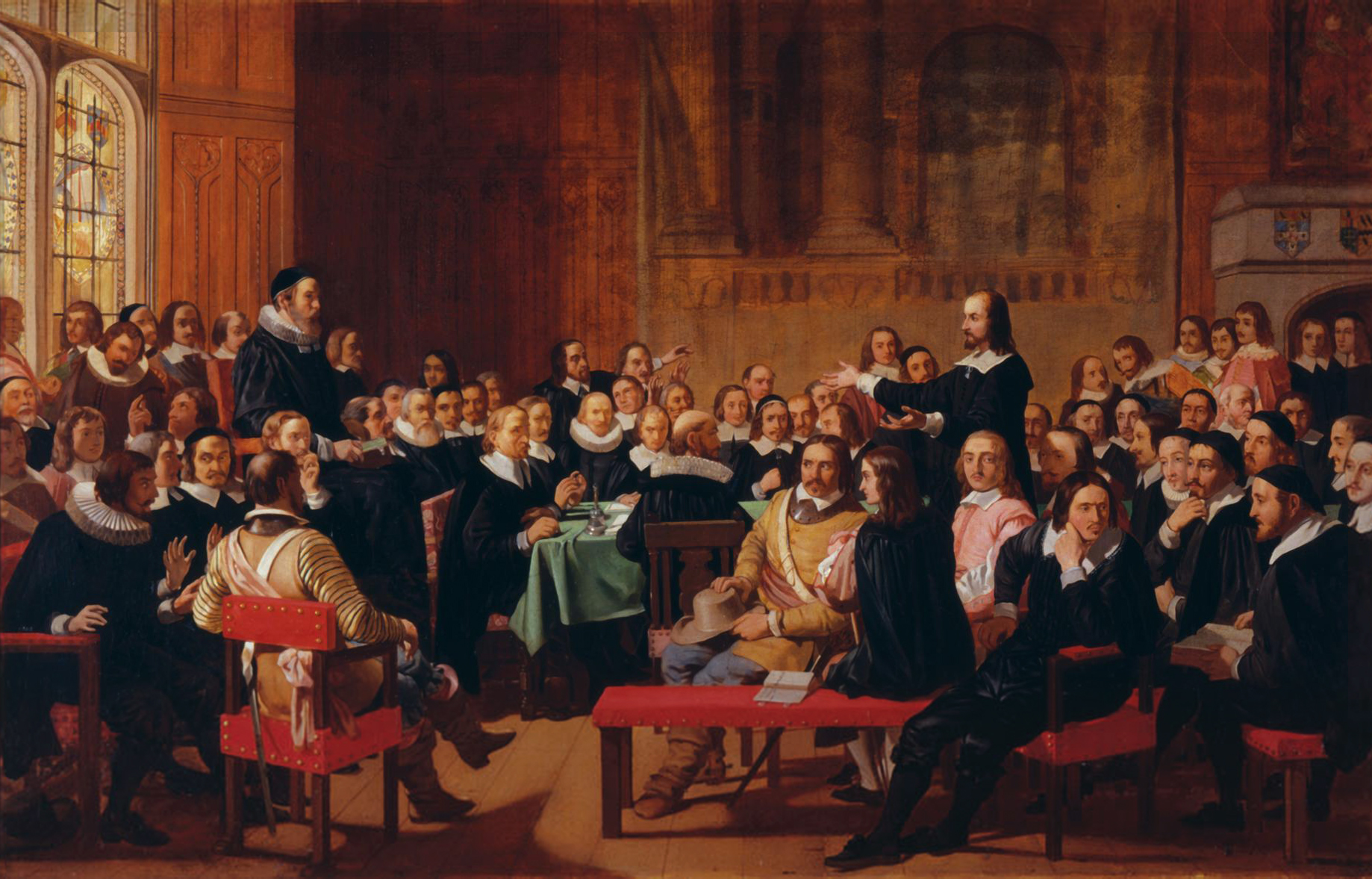
Il quadro di John Rogers Herbert raffigura un momento particolarmente controverso del discorso di Philip Nye contro il sistema di governo della chiesa presbiteriana

L'Assemblea di Westminster (in inglese Westminster Assembly of Divines) è stata un concilio composto da teologi e da membri del Parlamento inglese e nominato per discutere la riforma della Chiesa d'Inghilterra, tenutosi nella Cattedrale di Westminster dal 1643 al 1649.
Durante l'assemblea furono redatti diversi documenti chiamati Canoni di Westminster che comprendono scritti sulle forme di governo della chiesa come il The Form of Presbyterial Church Government, sulla liturgia come il Directory for Public Worship, la Confessione di fede di Westminster, il Catechismo Minore di Westminster, il Catechismo Maggiore di Westminster.
Vi presero parte anche diversi scozzesi e i documenti prodotti dall'assemblea vennero adottati dalla chiesa di Scozia.
Dal giugno 1642 al maggio 1643 i parlamentari dell'area puritana avevano provato per cinque volte a convocare un'assemblea, ma ogni volta il sovrano Carlo I aveva negato la firma alla legge istitutiva. La proposta della sesta iniziativa di legge passò dalla Camera dei Lord dove venne approvata ed entrò in vigore nel giugno del 1643 senza necessità della firma del sovrano.

## Il contesto
Il Parlamento d'Inghilterra convocò l'Assemblea durante un'epoca di crescente ostilità tra il re Carlo I ed i Puritani. Questi ultimi reclamavano la necessità che le pratiche del culto si appoggiassero, in maniere esplicita o implicita, alla Sacra Bibbia, e avevano una fazione di oppositori che rivendicavano una maggiore autorità in favore delle pratiche tradizionali. La fazione puritana nutriva la forte convinzione che la Chiesa anglicana, pur essendosi separata dalla Chiesa cattolica, ne fosse tuttavia ancora fortemente influenzata, per questo motivo cercavano di ripulire sia la Chiesa anglicana che lo Stato dai resti di queste influenze considerate nefaste. Tra queste la più importante era sicuramente l'episcopalismo, ovvero il sistema di gerarchia ecclesiastica guidata dai vescovi. I Puritani, infatti, a differenza delle sette separatiste, non avevano abbandonato la Chiesa anglicana. Sotto il regno di Carlo I, gli oppositori dei Puritani ricoprivano ruoli molto importanti, primo fra tutti l'arcivescovo di Canterbury William Laud, nominato nel 1633; questi esponenti della High Church, erano tuttavia in forte minoranza. Nonostante ciò i Puritani erano costretti a tenere in serbo le proprie opinioni senza poterle rendere pubbliche, al prezzo di pesanti multe e perfino dell'imprigionamento. Per opporsi ai Puritani, Laud promosse e favorì l'arminianesimo, una posizione teologica che si opponeva alla teologia riformata dei Puritani, e favorì il ritorno di pratiche liturgiche come l'inginocchiarsi nell'atto della comunione, o l'inchinarsi al nome di Gesù Cristo, che vennero interpretate dai Puritani come un ritorno verso la liturgia e il credo della Chiesa cattolica.
Oltre al conflitto tra Carlo I ed i Puritani, il re inglese era in forte attrito con gli Scozzesi, la cui Chiesa era retta da un sistema di assemblee elettive chiamate presbiterii. Il predecessore di Carlo, re Giacomo I d'Inghilterra, in qualità di Re di Scozia, aveva cercato di imporre alcuni elementi del sistema episcopale all'interno della Chiesa scozzese nel 1604, con l'introduzione del Book of Common Prayer. Gli Scozzesi consideravano questa scelta un ritorno al cattolicesimo romano. Carlo I impose le sue scelte agli scozzesi nel 1636 e nel 1637. Questa scelta provocò lo scoppio delle Guerre dei Vescovi tra Carlo I e gli Scozzesi nel 1639.

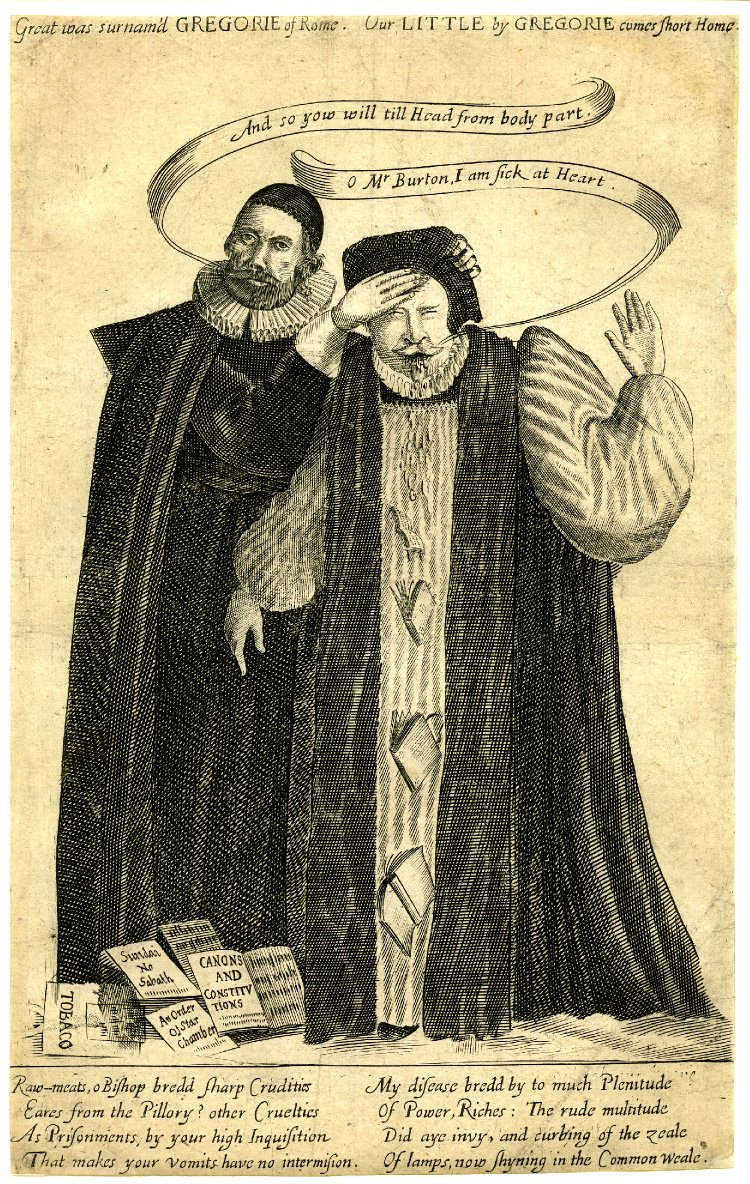
Stampa satirica del 1645 e conservata presso il British Museum, che rappresenta il teologo puritano Henry Burton che tiene la testa all'arcivescovo William Laud mentre vomita trattati, nella vignetta che rappresenta il loro dialogo si fa menzione alla futura decapitazione di Laud a seguito del suo processo per le persecuzioni contro i Puritani.

Con lo scopo di raccogliere le necessarie risorse finanziarie per la guerra, Carlo I convocò lo Short Parliament (Parlamento Corto) che tuttavia decise di sciogliere quando i suoi rappresentanti iniziarono a dichiararsi contrari alla sua politica. Con il perdurare della Guerra dei Vescovi, tuttavia, Carlo fu costretto a convocare un nuovo Parlamento che autorizzasse la sua richiesta di fondi. Ciò che venne chiamato Long Parliament iniziò anch'esso a manifestare, anche se con manifestazioni piuttosto contenute, delle rimostranze sulla condotta politica di Carlo, soprattutto per quanto riguardava questioni di natura religiosa. All'interno del Parlamento Lungo c'erano diversi Puritani o simpatizzanti per la religione puritana, che intendevano opporsi al sistema episcopale, tuttavia tra essi non c'era una visione unica su quale fosse la forma alternativa che avrebbe dovuto sostituire nella Chiesa anglicana il sistema episcopale. L'11 dicembre 1640 venne presentata dinanzi alla Camera dei Comuni la Root and Branch petition, una petizione firmata da circa 15.000 londinesi con la quale si richiedeva la totale eliminazione del sistema episcopale, a partire «dalle radici fino alle ramificazioni». La suprema corte ecclesiastica inglese, la Court of High Commission, e il supremo tribunale politico, lo Star Chamber, che erano stati lungamente utilizzati come strumenti contro il dissenso puritano, vennero entrambi aboliti.

## La convocazione dell'Assemblea
L'idea di un'assemblea nazionale di teologi per consigliare il Parlamento sulla futura riforma ecclesiastica venne presentata per la prima volta presso la Camera dei Comuni nel 1641. Una proposta simile venne avanzata anche all'interno della Grand Remonstrance, un elenco di rivendicazioni da parte del Parlamento presentata a Carlo I il 1º dicembre 1641. Vi rispose il sovrano in persona il 23 dicembre, affermando che la Chiesa anglicana non aveva alcun bisogno di riforme.

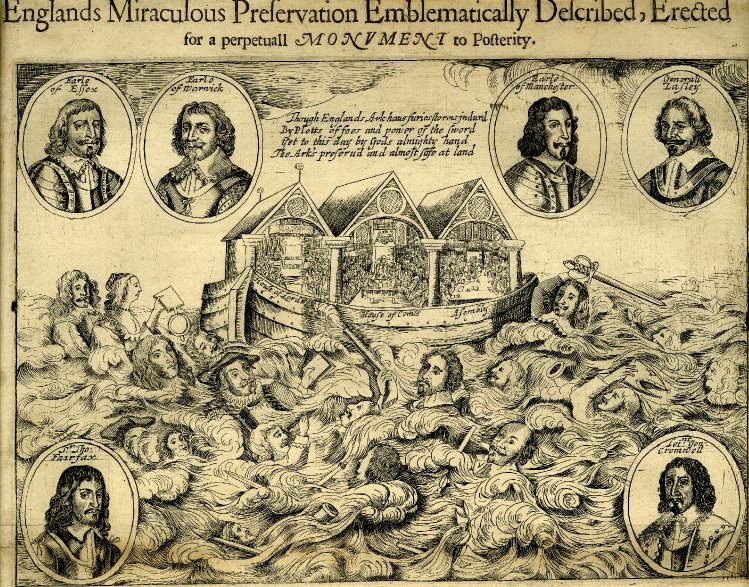
Stampa allegorica del 1646 che rappresenta le due Camere del Parlamento inglese e l'Assemblea di Westminster su un'arca in mezzo ad un mare nel quale i realisti stanno annegando.

Per nulla scoraggiato da queste dichiarazioni, il Parlamento con l'emanazione di tre bill nel 1642, che prevedevano la convocazione di un'assemblea i cui membri sarebbero stati scelti direttamente dal Parlamento stesso. Carlo I, il cui consenso era necessario affinché quei provvedimenti diventassero leggi, affermò che avrebbe consentito alla convocazione dell'assemblea a condizione che i suoi partecipanti venissero eletti dal clero. Questo meccanismo era lo stesso utilizzato per le Convocations of Canterbury and York, ovvero i sinodi ecclesiastici della Chiesa anglicana
Contrariamente dalle indicazioni del sovrano, all'interno della Camera dei Comuni tra il 12 febbraio ed il 20 aprile 1642 ogni contea inglese scelse due ministri della fede, in aggiunta ai due eletti dalle Contee tradizionali del Galles, e quattro per Londra, e due per ogni università (Oxford e Cambridge). Ogni contea scelse ovviamente dei ministri del culto della propria terra, anche se tuttavia questo non fu un meccanismo sempre automatico. La Camera di Comuni preferì selezionare in questo modo i partecipanti all'assemblea per assicurarsi che le loro rappresentanze territoriali fossero presenti nelle decisioni prese nel corso delle sedute e delle discussioni. La Camera dei lord, ovvero la Camera Alta del Parlamento inglese, il 14 maggio 1642 nominò altri quattordici nominativi aggiuntivi che vennero accettati dalla Camera dei Comuni. Nel frattempo i rapporti tra Carlo I e il Parlamento inglese continuarono a deteriorarsi ulteriormente; il colpo di grazia a questa situazione di tensione venne dato dalla decisione di Carlo I di convocare i royal standard a Nottingham il 22 agosto dello stesso anno. Questa decisione fornì la scintilla per lo scoppio della Guerra civile inglese. La guerra fornì ulteriore supporto alla causa dell'assemblea all'interno del Parlamento, dal momento che la sua istituzione avrebbe persuaso gli Scozzesi sulle reali intenzioni, da parte del Parlamento inglese, di procedere a una reale riforma ecclesiastica, consentendo così di ottenere il loro supporto militare contro Carlo I.
Il 12 giugno 1643 il Parlamento fece passare un'ordinanza con la quale decise di convocare autonomamente l'Assemblea senza il consenso di Carlo I. Esso nominò 121 ministri del culto e 30 osservatori del Parlamento senza diritto di voto: venti scelti dalla Camera dei Comuni e dieci dalla Camera dei Lord. L'Assemblea era composta quasi interamente da clero inglese, il Parlamento inglese elesse infatti dei ministri di nazionalità inglese in rappresentanza del Galles, ma le Chiese straniere in Inghilterra francesi (le chiese degli esuli protestanti provenienti dalla Francia cattolica) inviò due rappresentanti ognuno per le Isole del Canale.
Molti dei ministri del culto nominati erano esperti riconosciuti a livello internazionale e studiosi della Sacra Bibbia, di lingue antiche, di patristica, e di teologia scolastica. Molti di loro erano anche apprezzati e noti predicatori. Molti di essi avevano conservato il loro ministero durante il periodo di repressione dell'arcivescovo Laud, ma molti altri erano stati perseguitati ed espulsi dalle loro parrocchie o giudicati e citati dai tribunali ecclesiastici a causa delle loro idee religiose. Alcuni di loro erano stati costretti a fuggire nel continente europeo o nelle colonie americane; tuttavia tutti si consideravano membri della Chiesa anglicana e avevano ricevuto l'ordine vescovile. La maggioranza di essi erano conformisti, ovvero si erano adeguati all'Atto di uniformità del 1559 e al Book of Common Prayer.
L'Assemblea fu sotto lo stretto controllo del Parlamento e ai membri non era consentito esprimere una posizione contraria a quella votata dalla maggioranza, o condividere alcuna informazione sui procedimenti delle sedute a nessun altro se non per iscritto al Parlamento stesso. Il Parlamento nominò in qualità di prolocutore il teologo scozzese di fama internazionale William Twisse, ma a causa delle sue pessime condizioni di salute, venne sostituito come prolocutore pro-tempore il ministro Cornelius Burges, nominato dal Parlamento come uno degli assessori dell'Assemblea. Ventidue dei centoventuno membri originari morirono prima del 1649 e vennero sostituiti, insieme con coloro che erano stati convocati, ma per diverse ragioni non parteciparono mai alle sedute, da altri diciannove membri; ai quali, nel 1643 si aggiunsero tre scrivani.

## La revisione dei Trentanove Articoli
La prima sessione dell'Assemblea di Westminster ebbe inizio con un sermone di William Twisse, all'interno della navata della Cattedrale di Westminster, il 1º luglio 1643. A seguito del sermone, i membri dell'assemblea procedettero in processione all'interno della Cappella di Enrico VII, che sarebbe rimasto la sede delle riunioni assembleari fino al 2 ottobre 1643, quando le sessioni furono spostate nella più confortevole e riservata Jerusalem Chamber. Dopo la prima riunione, l'Assemblea si aggiornò dopo una settimana, dal momento che il Parlamento non aveva ancora comunicato precise istruzioni su come e su quali argomenti procedere.

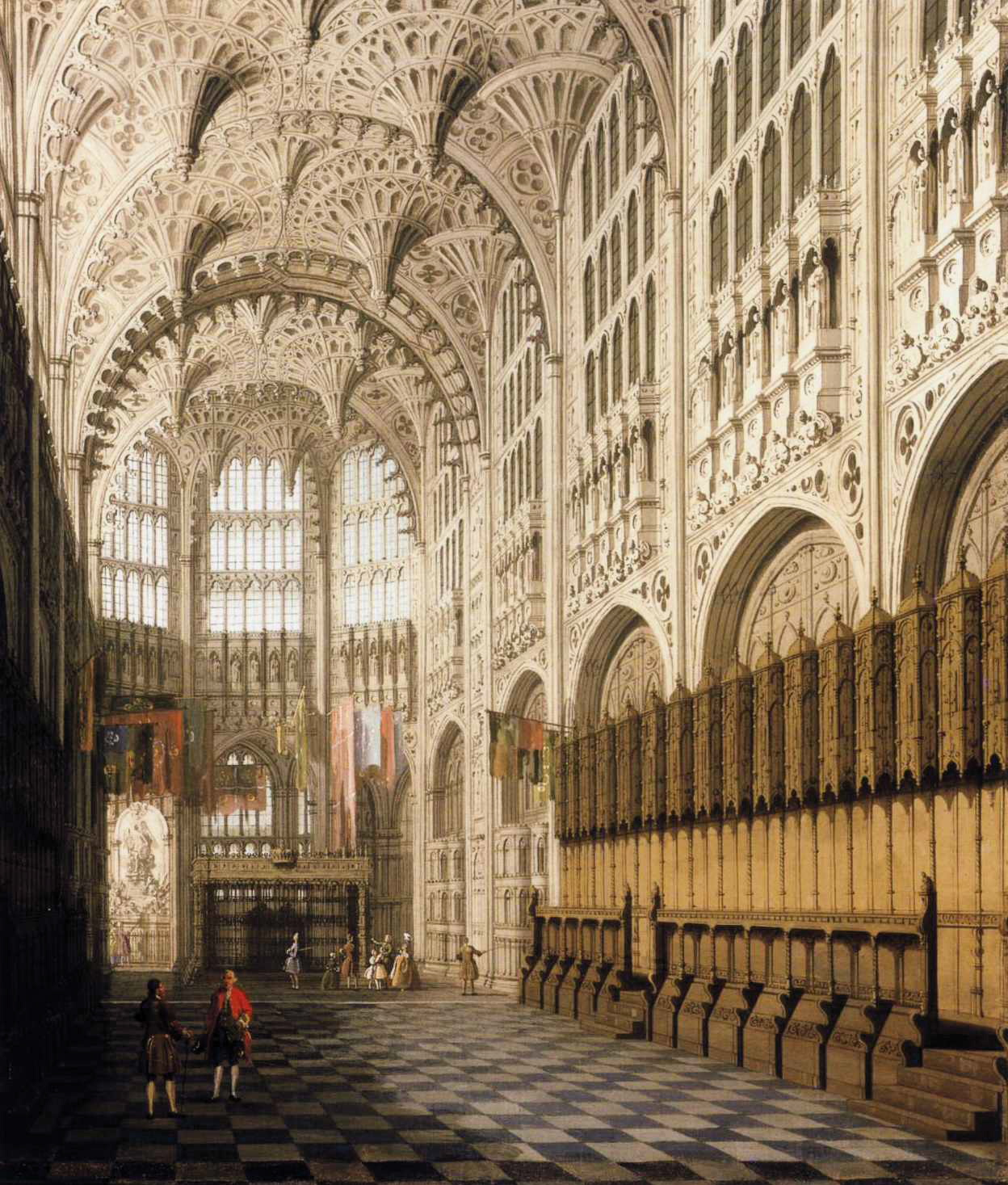
Dipinto del Canaletto che rappresenta la Cappella di Enrico VII.

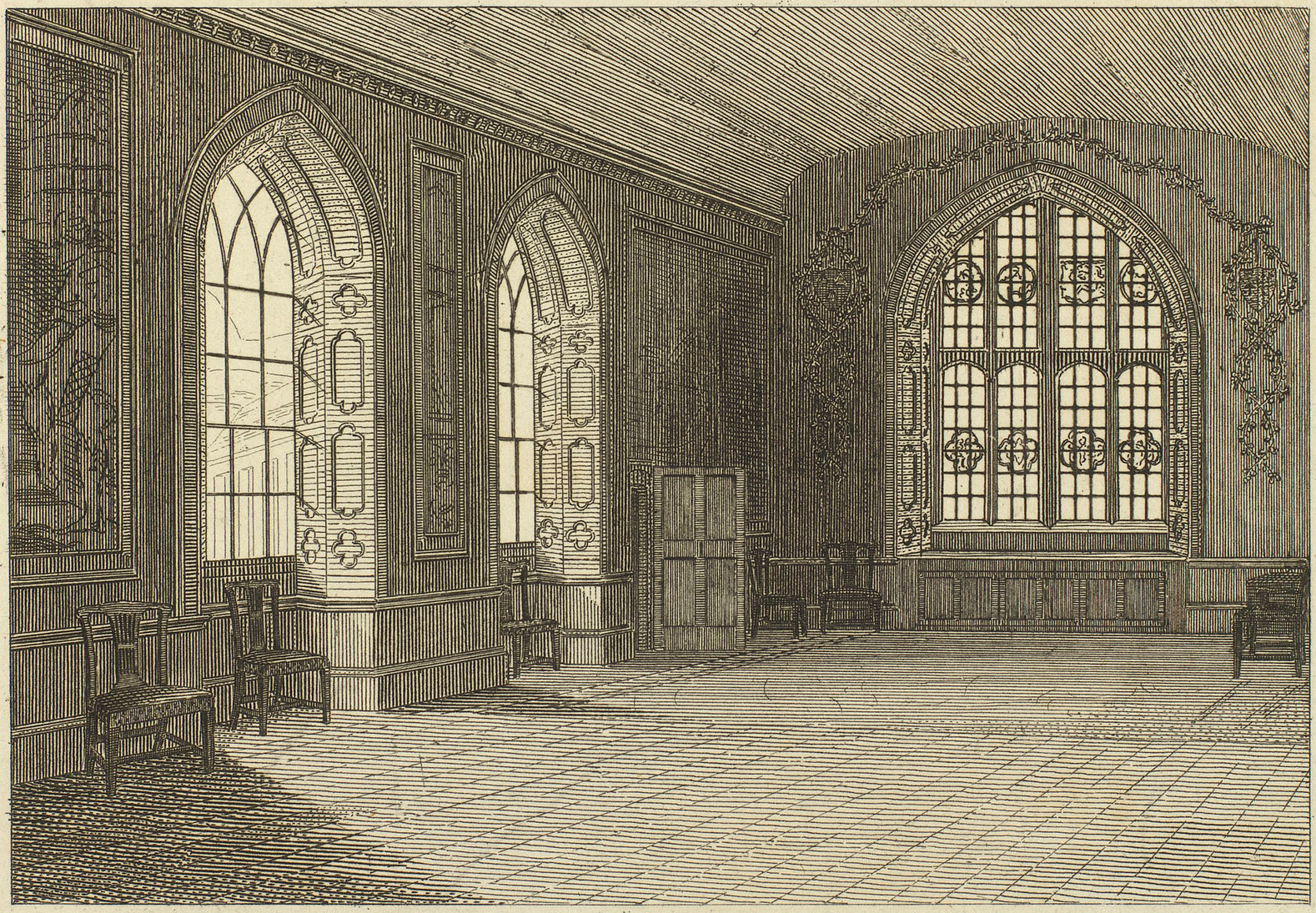
Interno della Jerusalem Chamber dove so trasferì l'Assemblea nell'ottobre del 1643.

Il 6 luglio l'Assemblea ricevette dal Parlamento un elenco di istruzioni, la prima delle quali ordinava di procedere alla riesamina del primo dei Trentanove articoli di religione.
Dopo un giorno dedicato al digiuno, i membri dell'Assemblea pronunciarono il voto solenne di "non mantenere alcuna cosa in Materia di Dottrina, se non ciò che io penso, in coscienza, essere vero". L'Assemblea si organizzò in tre comitati permanenti, sebbene ciascun comitato fosse accessibile a qualsiasi membro dell'Assemblea. A ciascun comitato sarebbero stati assegnati degli argomenti e avrebbero dovuto preparare delle proposizioni che sarebbero poi state discusse in assemblea plenaria che si sarebbe tenuta la mattina di ogni sessione di incontri.
Dopo alcune sessioni, l'Assemblea prese la risoluzione secondo la quale tutti e 39 gli articoli sarebbero stati sottoposti alla verifica delle Sacre Scritture; tuttavia molti dei partecipanti si dilungarono in prolissi discorsi e dibattiti che rallentarono notevolmente i progressi dell'Assemblea, frustrandone gli entusiasmi. Particolarmente difficoltosa e accesa fu la discussione sull'ottavo articolo di fede, relativo al Credo degli apostoli e al Credo atanasiano, considerati entrambi come fondamenta dell'ortodossia. In questo caso l'Assemblea non fu in grado di risolvere il conflitto tra i cosiddetti "eccezionalisti" (excepters), i quali sostenevano che non fosse necessario essere vincolati da nessuna formula di credo e che di questi fosse essenziale soltanto il loro argomento, e coloro che mantenevano una posizione più tradizionalista e che sostenevano la necessità di mantenere le formule del credo e che fosse opportuno adeguarsi ai loro dettami così come erano stati tramandati. Il 25 agosto 1643 l'Assemblea decise di proseguire con la disamina degli altri articoli, ma questo primo disaccordo su questioni dottrinali fece emergere le profonde, seppur ancora in parte celate, diversità dottrinali presenti tra i partecipanti all'Assemblea.

## Il dibattito sul governo della Chiesa
Sin dall'inizio della Guerra civile inglese il Long Parliament aveva riconosciuto la necessità di un aiuto militare da parte degli Scozzesi. In cambio di questo sostegno militare, il Parlamento scozzese richiese agli inglesi di sottoscrivere la Solemn League and Covenant nel 1643, nella quale si sanciva l'impegno da parte degli inglesi di adeguare il proprio sistema ecclesiastico a quello della Chiesa di Scozia. Il Parlamento scozzese inviò dei commissari a Londra in qualità di rappresentanti degli interessi scozzesi all'interno del Parlamento inglese. Undici di questi rappresentanti, tra i quali quattro teologi e sette rappresentanti parlamentari, vennero invitati a partecipare alle sedute dell'Assemblea di Westminster. Ad essi fu data la facoltà di voto come membri con pieni poteri dell'Assemblea ma costoro preferirono declinare l'offerta, mantenendo in questo modo la giusta indipendenza che avrebbe consentito loro di amministrare e gestire più agevolmente gli interessi della Chiesa e della nazione scozzese che erano stati chiamati a curare. Tra gli emissari scozzesi coloro che più si misero in evidenza furono Samuel Rutherford, George Gillespie e Alexander Henderson.

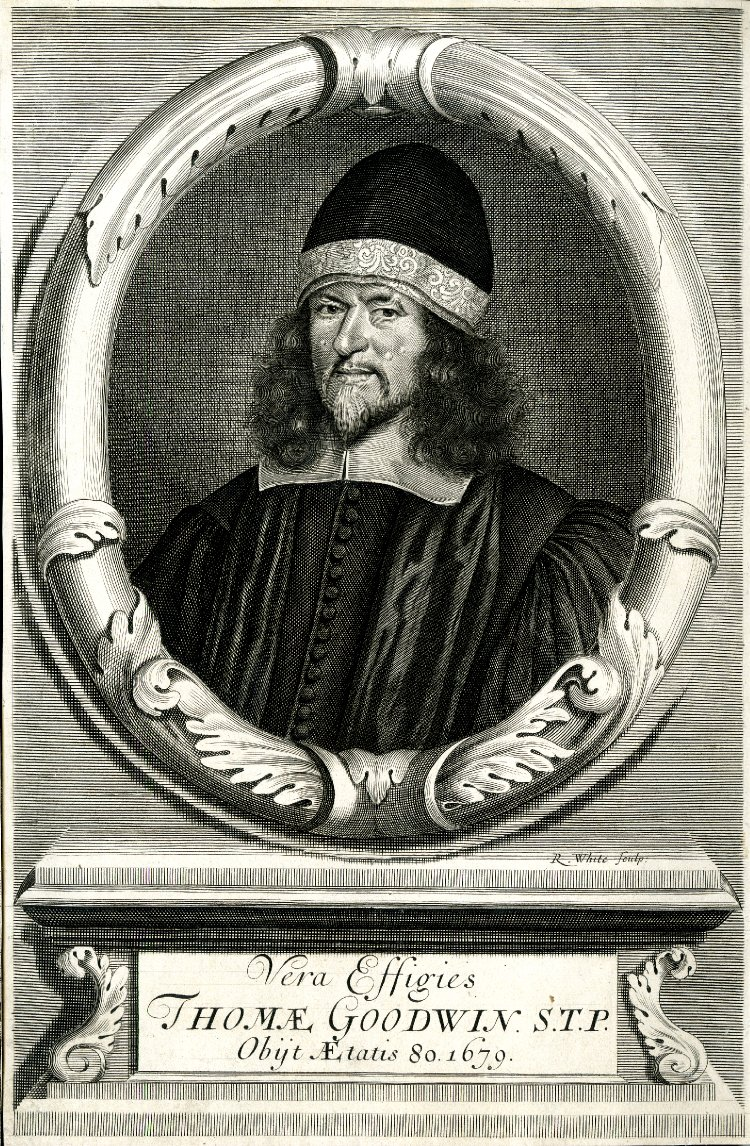
Incisione di Robert White con il ritratto di Thomas Goodwin, uno dei rappresentanti più rilevanti della "fratellanza dissenziente".

Il 12 ottobre 1643 l'Assemblea ricevette dal Parlamento l'ordine di mettere in disparte la discussione sui Trentanove Articoli di Fede e di iniziare a intavolare un primo disegno per una forma di governo ecclesiastico comune sia per la Chiesa anglicana sia per quella scozzese. Ben un quarto delle riunioni plenarie dell'Assemblea sarebbero state spese su questo argomento. La maggioranza dei suoi membri supportavano una posizione fondata sul presbiterianismo, ovvero su un sistema di governo fondato su assemblee elettive formate da membri laici ed ecclesiastici, all'interno di questa schiera si trovava un gruppo più esiguo, che comprendeva anche William Twisse, che propugnava il ritorno a un sistema episcopale "primitivo", che avrebbe incluso elementi propri del sistema presbiteriano con un ruolo più ridotto dei vescovi.
Tra le file dei congregazionalisti c'era chi propugnava l'indipendenza delle singole chiese locali; tra costoro si annoveravano Thomas Goodwin, Philip Nye, Sidrach Simpson, Jeremiah Burroughs e William Bridge. Essi venivano spesso etichettati come "la fratellanza dissenziente" ma anche gli "Indipendenti", tuttavia essi rigettarono sempre entrambe le etichette. L'Assemblea indicava con il termine di Indipendenti coloro che avevano abbandonato la Chiesa anglicana, per questo motivo il gruppo di Thomas Goodwin non poteva essere indicato con questo nome dal momento che essi non avevano mai abbandonato la Chiesa anglicana accettandone l'ordine episcopale. I congregazionalisti furono molto vicini ad Oliver Cromwell ed alla New Model Army di cui seguirono fortune, ascesa e declino.
Un terzo gruppo di ministri del culto all'interno dell'Assemblea che formava un'ulteriore fazione era quello degli erastiani, un termine che stava ad indicare coloro che professavano la necessità che lo Stato avesse un ruolo di predominanza sulla Chiesa. Da un certo punto di vista l'intera Assemblea poteva considerarsi erastiana, dal momento che l'Assemblea era stata convocata per volere del Parlamento ed era sotto il suo diretto controllo. Gli erastiani erano convinti che fosse compito dell'autorità civile, e non di quella ecclesiastica, detenere il potere di disciplina sulle materie religiose. Tale potere includeva anche quello di astenersi dal dare la comunione ai peccatori impenitenti. Per gli erastiani nessuna forma di governo ecclesiastico era da considerarsi di diritto divino, e questo loro punto di vista fece sì che essi trovassero alleanza con la "fratellanza dissenziente", dal momento in cui divenne chiaro che il sistema presbiteriano avrebbe avuto la meglio all'interno dell'Assemblea, e che questo sarebbe stato molto meno tollerante del sistema episcopale, e che quindi sarebbe stato in ultimo preferibile trasferire tutto il potere della gerarchia ecclesiastica al Parlamento. Solamente due rappresentanti del clero all'interno dell'Assemblea appoggiarono apertamente il sistema erastiano, ed erano John Lightfoot e Thomas Coleman, ma la presenza di membri del Parlamento, soprattutto di John Selden, così come il fatto che il Parlamento aveva la supervisione dell'intera Assemblea, forniva agli erastiani un'influenza del tutto sproporzionata.
All'interno dell'Assemblea si trovavano anche alcuni sostenitori del vigente sistema episcopale, che erano stati inclusi nell'ordinanza di convocazione per volere del Parlamento, il quale, volendo dare maggiore legittimità all'Assemblea, avevano voluto convocare anche elementi fedeli al sovrano, contando che costoro non avrebbero presenziato anche a causa del fatto che Carlo I non aveva autorizzato la convocazione dell'Assemblea. Degli episcopaliani convocati, solo uno di essi partecipò attivamente all'Assemblea, Daniel Featley, fino a quando non venne arrestato con l'accusa di tradimento nell'ottobre del 1643.
Il dibattito sulla legittimità della funzione ecclesiastica ebbe inizio il 19 ottobre 1643, e si iniziò affrontando il tema dell'ordinazione sacerdotale, dal momento che molti ministri del culto nutrivano preoccupazione in merito al sorgere di numerosi movimenti settari così come della mancanza di qualsiasi meccanismo di ordinazione dei ministri di culto all'interno dell'ordine ecclesiastico costituito. Mentre alcuni esponenti dell'Assemblea non consideravano necessaria alcuna forma di ordinazione per la predicazione (sebbene ciò rendesse impossibile amministrare i sacramenti), la maggioranza dell'Assemblea era dell'idea che non fosse ammissibile l'atto del predicare sermoni senza un regolare ordinamento, e a tale scopo propugnarono l'istituzione di un presbiterio per l'ordinazione sacerdotale.
In questa fase iniziale si aprì anche un fervente dibattito sulla questione della natura della chiesa visibile. I congregazionalisti consideravano chiesa ogni singola congregazione locale, mentre la maggioranza dell'Assemblea considerava la Chiesa nazionale nella sua unità, ed erano fortemente allarmati alla prospettiva di una Chiesa anglicana frammentata in congregazioni sparse in tutto il territorio.
A dispetto di queste divisioni anche molto marcate, almeno fino alla fine del 1643, all'interno dell'Assemblea si nutrì la convinzione che potesse essere al fine raggiunto un accordo su una forma di governo ecclesiastico che potesse soddisfare le diverse fazioni e posizioni in contrasto tra loro.
Tuttavia il 3 o il 4 giugno 1644, la parte della "fratellanza dissenziente" causò un punto di rottura con il resto dell'Assemblea dal quale fu impossibile tornare indietro, quando pubblicò il pamphlet polemico dal titolo An Apologeticall Narration appellandosi direttamente al Parlamento. Nel pamphlet si cercava di dimostrare che il sistema congregazionalista era molto più adatto a mantenere il controllo sulle questioni religiose rispetto a quello presbiteriano, dal momento che essi desideravano che il nuovo sistema di governo ecclesiastico fosse privato di ogni forma di potere di controllo fatta eccezione di quello di negare l'approvazione delle congregazioni che manifestassero posizioni aberranti.
A partire dal 17 gennaio 1644, la maggioranza dell'Assemblea si convinse che il modo migliore di procedere fosse optare per un sistema basato sul modello presbiteriano come quello in vigore nella Chiesa di Scozia, sebbene concesse alla "fratellanza dissenziente" di continuare a sostenere la propria posizione, nella speranza di poter addivenire a una riconciliazione. Se si fosse evitato di sostenere che il sistema presbiteriano fosse stato istituito per diritto divino, sarebbe forse stato possibile trovare un accordo con i congregazionalisti.
A dispetto di tutti questi sforzi, il 21 febbraio 1644 divenne palese quanto profonda fosse la divisione fra i vari gruppi religiosi all'interno dell'Assemblea. Philip Nye, uno dei membri della "fratellanza dissenziente", asserì in un acceso discorso che il sistema presbiteriano applicato alle piccole congregazioni locali sarebbe stato distruttivo, scatenando la ferma opposizione dei sostenitori del presbiterianesimo. Il giorno successivo l'Assemblea iniziò finalmente a optare per il sistema presbiteriano. Nutrendo una forte convinzione sull'unità della Chiesa, l'Assemblea cercò di trovare un modo per riconciliare la posizione della "fratellanza dissenziente" con la maggioranza per tutto il 1644, con il tentativo di istituire una speciale commissione ad hoc per dirimere la questione nel mese di marzo. Tuttavia, il 15 novembre 1644 la fratellanza dissenziente presentò direttamente al Parlamento le sue motivazioni di dissenso nei confronti del resto dell'Assemblea, mentre l'11 dicembre l'Assemblea votò un disegno per l'adozione di un sistema ecclesiastico sul modello presbiteriano.

## I conflitti con il Parlamento
I rapporti con il Parlamento andavano già deteriorandosi nel 1644, quando il Parlamento ignorò la richiesta dell'Assemblea di bandire dalla comunione "gli individui grossolanamente ignoranti e notoriamente blasfemi". I membri del Parlamento, se da un lato concordavano con l'Assemblea sulla necessità di difendere la sacralità della comunione, tuttavia molti tra le file dei parlamentari erano in disaccordo con la maggioranza presbiteriana su chi detenesse il potere ultimo di sancire la scomunica, assumendo così il punto di vista erastiano secondo il quale tale potere spettasse allo Stato. Inoltre, a partire dal 1646, la New Model Army di Oliver Cromwell aveva vinto il conflitto in nome del Parlamento, e lo stesso Cromwell, così come la maggioranza dell'esercito, era fortemente favorevole della tolleranza religiosa per tutti i tipi di fede cristiana, anche nel caso in cui la Chiesa nazionale fosse di stampo presbiteriano. La sua ascesa al potere come risultato delle sue vittorie militari fece ben presto presagire che una forma di organizzazione ecclesiastica strettamente presbiteriana che non prevedesse alcuna forma di libertà di culto sarebbe stata molto difficile da proporre. Il Parlamento richiese all'Assemblea quali fossero i peccati meritevoli della scomunica, ma l'Assemblea si mostrò molto reticente, dal momento che la maggioranza dei suoi membri considerava il potere della chiesa in questo tema quasi assoluto.
Nel maggio del 1645 il Parlamento emanò un'ordinanza che consentiva ai soggetti scomunicati dalla Chiesa anglicana di appellarsi al Parlamento contro le sentenze ecclesiastiche. Una seconda ordinanza del 20 ottobre 1645 conteneva una lista di peccato per i quali la Chiesa Anglicana avrebbe avuto una giurisdizione molto limitata. Con grande sgomento della maggioranza dell'Assemblea, nel marzo del 1646 il Parlamento emanò un'ordinanza ancora più marcatamente erastiana. Come risposta l'Assemblea pubblicò un documento di protesta provocando l'accusa da parte della Camera dei Comuni di violazione dell'immunità parlamentare. Il Parlamento sottopose all'Assemblea nove quesiti in merito alle loro proteste, e le risposte dovevano contenere i nominativi dei votanti, costringendo in questo modo coloro che dissentivano dal Parlamento di uscire dall'anonimato.